# 小行星7369
小行星7369（7369 Gavrilin）是一颗绕太阳运转的小行星，为火星轨道穿越小行星。该小行星于1975年1月13日发现。

## 轨道参数
小行星7369的轨道半长轴为2.3699762 UA，离心率为0.318。